# Србија и Црна Гора на Песми Евровизије 2005.
Србија и Црна Гора учествовала је на Песми Евровизије 2005. са песмом "Заувијек моја" коју су написали Милан Перић и Славен Кнезовић. Песму је извео бенд Но Наме . Унија јавних емитера Србије и Црне Горе, Удружење јавних радија и телевизије (УЈРТ) организовало је национално финале Европесма-Еуропјесма 2005. како би се одабрало учешће Србије и Црне Горе за такмичење 2005. године у Кијеву, Украјина . Српски национални емитер, Радио-телевизија Србије (РТС), и црногорски Радио и телевизија Црне Горе (РТЦГ) пријавили су по дванаест пријава из својих селекција Беовизија 2005. и Монтевизија 2005. са укупно двадесет четири пријаве у националном финалу. 4. марта 2005. "Заувијек моја" у извођењу Но Намеа изабран је за победника комбинацијом гласова осмочланог жирија и јавног телегласа.
Као један од десет најбоље пласираних на такмичењу 2004. Србија и Црна Гора су се директно квалификовале за такмичење у финалу Песме Евровизије које је одржано 21. маја 2005. На 12. позицији, Србија и Црна Гора заузела је седмо место од 24 земље учеснице са 137 бодова.

## Позадина
Пре такмичења 2005. године, Србија и Црна Гора су једном учествовале на Песми Евровизије. Први српски и црногорски рад из 2004. године, „Лане моје“ у извођењу Жељка Јоксимовића, пласирао се на друго место у финалу. Унија јавних емитера Србије и Црне Горе, Удружење јавних радија и телевизије (УЈРТ), организује процес селекције за улазак нације код одговарајућих емитера Србије и Црне Горе, Радио телевизије Србије (РТС) и Радио и телевизије Црне Горе (РТЦГ), преносећи догађај у оквиру својих република. УЈРТ је потврдио своје намере да учествују на Песми Евровизије 2005. 14. новембра 2004. Национално финале Европесма-Еуропјесма је коришћено 2004. године за одабир њихове пријаве, процедура која је настављена за селекцију пријаве за 2005. годину како је најављено заједно са потврдом њиховог учешћа.

## Пре Евровизије

### Беовизија 2005
Беовизија 2005. је била треће издање Беовизије. Јелена Томашевић победила је на Беовизији 2005. са песмом Јутро, аутора Жељка Јоксимовића и Александра Милутиновић. Добила је 78 поена од жирија и максималних 12 поена СМС-ом и телегласањем. Водитељи су били глумци Слободан Нинковић и Јелена Јовичић, који су певали многе некадашње хитове Евровизије у част 50. годишњице манифестације.

### Монтевизија 2005
Монтевизија 2005. је била прво издање Монтевизије, црногорског фестивала поп музике који је био црногорско полуфинале за избор српско-црногорске пријаве за Песму Евровизије 2005. у Кијеву, Украјина . Финале је одржано 2. марта 2005. године у Подгорици, а представили су га Андрија Милошевић, Жана Гардашевић и Анђела Ненадовић. Конкурисале су 24 песме, а девет жирија – 8 чланова жирија и јавно гласање одредили су десет песама за пласман у финале Европјесме.

### Европесма-Еуропјесма 2005.
Два емитера у Србији и Црној Гори, српски емитер РТС и црногорски емитер РТЦГ, спровели су одвојене селекције како би одабрали двадесет четири пријаве за пласман у национално финале: РТС је 19. фебруара 2005. организовао Беовизију 2005 на којој су се такмичиле двадесет три песме., док је РТЦГ организовала Монтевизију 2005. 2. марта 2005. године са двадесет четири конкурса. Четрнаест најбољих са Беовизије 2005 и десет најбољих са Монтевизије 2005 пласирало се у национално финале.
Финале је одржано 4. марта 2005. где су се надметале двадесет и три песме. Победник „Заувијек моја“ у извођењу Но Нејма одлучен је комбинацијом гласова жирија (8/9) и јавности Србије и Црне Горе путем телегласања (1/9).

### Контроверзе
Током гласања Европесма-Еуропјесма 2005, црногорски жири није доделио ниједан поен победници Беовизије 2005. и другопласираној такмичарки на Европесми, Јелени Томашевић и Огију. Сматра се да се пристрасни осећај који је довео до оваквог поларизованог исхода може делимично приписати последицама ранијих спорова, укључујући кршење правила у вези са активним емитовањем српских наступа пре такмичења и то што српски жири нису доделили поене црногорским песмама на Европесма-Еуропјесма 2004. године.
Бивши српски такмичар Евровизије и композитор песме Јелене Томашевић Жељко Јоксимовић објавио је 7. марта саопштење у коме је изразио незадовољство изборним процесом јер су „песме из Србије прегласане на дубоко неправедан начин“, док је РТЦГ одговорио да ни на који начин нису утицали на гласање. Тврдње о плагијату упућене су и према "Заувијек моја" јер је увод пјесме преузет из незваничне химне Либералне партије Црне Горе "Пољем се вије".